# Li Ťing-čchüan
Li Ťing-čchüan (čínsky pchin-jinem Lǐ Jǐngquán, znaky 李井泉; 1. listopadu 1909 – 24. dubna 1989) byl čínský komunistický politik. Roku 1930 vstoupil do Komunistické strany Číny, o rok později do čínské Rudé armády. V Rudé armádě sloužil jako politický komisař, účastnil se bojů v Ťiang-si v první polovině 30. let, Dlouhého pochodu, bojů s Japonci v provinciích Šen-si a Suej-jüan koncem 30. let a v první polovině 40. let. Závěrečných bojů občanské války se účastnil v řadách 2. polní armády při dobývání jihozápadní Číny. Poté zůstal na jihozápadě, vedl administrativu západního S’-čchuanu (1950–1952), stranickou organizaci v provincii S’-čchuan (1952–1965) a vládu S’-čchuanu (1952–1955), byl členem politbyra ústředního výboru KS Číny (1958–1967), prvním tajemníkem jihozápadního byra ÚV KS Číny (1960–1966) a místopředsedou stálého výboru Všečínského shromáždění lidových zástupců (1965–1983). Od druhé poloviny 50. let do kulturní revoluce byl nejvlivnějším politikem jihozápadní Číny, patřil k levým radikálům podporujícím Mao Ce-tunga proti umírněnějším politikům v centru a regionech země. Za kulturní revoluce byl odstraněn z funkcí a perzekvován, do politiky se vrátil po roce 1973, nicméně dřívějšího významu a vlivu již nedosáhl.

## Život
Li Ťing-čchüan se narodil roku 1909 v okrese Chuej-čchang na jihu provincie Ťiang-si v rodině statkáře. Roku 1927 vstoupil do Komunistického svazu mládeže Číny, účastnil se nančchangského povstání, poté působil jako komunistický aktivista v Kuang-tungu. Roku 1930 vstoupil do Komunistické strany Číny, o rok později do čínské Rudé armády, kde se věnoval politické práci. Sloužil jako pracovník politického oddělení a komisař ve 3. sboru 1. frontu, účastnil se Dlouhého pochodu, během něhož byl roku 1935 přeložen k 9. sboru 4. frontu a roku 1936 ke 4. divizi 2. frontu. Byl jedním z mála důstojníků, kteří sloužili ve všech třech hlavních frontech čínské Rudé armády.
V roce 1937, kdy byla Rudá armáda reorganizována na Osmou pochodovou armádu, Li sloužil jako zástupce velitele brigády a politický komisař 359. brigády 120. divize. Od roku 1942 působil jako politický komisař na Protijaponské vojenské a politické akademii. Během nového kola občanské války v letech 1945–1949 působil jako komisař vojenského regionu Ťin-suej, komisař Ťin-suejské polní armády. Závěrečných bojů občanské války se účastnil v řadách 2. polní armády při dobývání jihozápadní Číny. Poté zůstal na jihozápadě, stal se předsedou administrativního výboru západního S’-čchuanu (1950–1952), prvním tajemníkem s’čchuanského provinčního výboru KS Číny (1952–1965) a předsedou vlády S’-čchuanu (1952–1955). Během kolektivizace zemědělství a budování průmyslu v první polovině 50. let se projevil jako schopný a umírněný manažer. Koncem 50. let, během Velkého skoku a kritiky Pcheng Te-chuaje na Lušanské konferenci patřil k levým radikálům podporujícím Mao Ce-tunga proti umírněnějším členům vedení strany. Jeho radikalismus při zavádění Velkého skoku měl katastrofické následky v podobě hladomoru s miliony obětí. Nicméně vedení strany (Mao, Čou En-laj, Teng Siao-pching) ocenili jeho pomoc se zásobováním Šanghaje a Pekingu (na úkor jeho vlastního S’-čchuanu), takže jeho politické postavení zůstalo pevné. Roku 1956 byl na VIII. sjezdu KS Číny zvolen členem ústředního výboru, roku 1958 byl přijat mezi členy politbyra ÚV KS Číny a roku 1960 byl jmenován prvním tajemníkem jihozápadního byra ÚV KS Číny (byro řídilo stranické organizace jihozápadních provincií), stal se tak zdaleka nejvlivnějším politikem na jihozápadě Číny. Současně od roku 1965 zastával úřad místopředsedy stálého výboru Všečínského shromáždění lidových zástupců (parlamentu).
Během kulturní revoluce byl terčem ostré kritiky jako „král jihozápadu“ a sesazen ze všech funkcí. Do politiky se vrátil v pozdějších fázích kulturní revoluce, když byl na X. sjezdu KS Číny roku 1973 opět zvolen do ústředního výboru a začátkem roku 1975 se vrátil na místo místopředsedy stálého výboru Všečínského shromáždění lidových zástupců. Roku 1977 byl znovuzvolen do ÚV a roku 1978 potvrdil své postavení místopředsedy parlamentu. Na dalším, XII. sjezdu KS Číny, roku 1982 odešel z ústředního výboru, náhradou byl zvolen členem stálého výboru ústřední poradní komise KS Číny. Následující rok opustil místopředsednictví parlamentu. V září 1985 rezignoval i na členství v ústřední poradní komisi.
Zemřel v Pekingu 24. dubna 1989.